# Yasuko Hashimoto
Yasuko Hashimoto (橋本康子, Hashimoto Yasuko; Motomiya, 12 augustus 1975) is een Japanse langeafstandloopster.

## Loopbaan
Hashimoto won in 2003 de marathon van Berlijn en behaalde een vijfde plaats op de marathon van Nagoya. In 2005 liep ze op deze marathon een persoonlijk record van 2:25.21 en finishte als vierde. Een jaar later eindigde ze als zesde.
Op 11 maart 2007 won Hashimoto de marathon van Nagoya in 2:28.49.

## Titels
- Japans kampioene 10.000 m - 1983

## Persoonlijke records
Baan
| Onderdeel | Prestatie | Datum             | Plaats    |
| --------- | --------- | ----------------- | --------- |
| 5000 m    | 15.28,94  | 15 september 2001 | Yokohama  |
| 10.000 m  | 32.04,27  | 28 september 2002 | Fukushima |

Weg
| Onderdeel      | Prestatie | Datum            | Plaats   |
| -------------- | --------- | ---------------- | -------- |
| 10 km          | 32.49     | 6 februari 2005  | Marugame |
| 15 km          | 49.15     | 2 februari 2003  | Marugame |
| 20 km          | 1:05.55   | 2 februari 2003  | Marugame |
| halve marathon | 1:08.55   | 16 december 2001 | Kobe     |
| 25 km          | 1:25.28   | 13 maart 2005    | Nagoya   |
| 30 km          | 1:43.12   | 13 maart 2005    | Nagoya   |
| marathon       | 2:25.21   | 13 maart 2005    | Nagoya   |

## Palmares

### halve marathon
- 2000: 9e WK in Veracruz - 1:12.54

### marathon
- 1985: 10e marathon van Nagoya - 2:47.36
- 1986: 7e marathon van Nagoya - 2:42.14
- 1986: 16e marathon van Tokio - 2:48.45
- 1988: 12e marathon van Osaka - 2:37.50
- 1990: 19e marathon van Tokio - 2:44.40
- 1992: 14e marathon van Tokio - 2:42.11
- 2003: 5e marathon van Nagoya - 2:29.37
- 2003:  marathon van Berlijn - 2:26.32
- 2004: 12e marathon van Nagoya - 2:35.01
- 2004: 13e Chicago Marathon - 2:40.32
- 2005: 4e marathon van Nagoya - 2:25.21
- 2006: 6e marathon van Nagoya - 2:29.53
- 2007:  marathon van Nagoya - 2:28.49
- 2007: 23e WK in Osaka - 2:38.36

### veldlopen
- 1999: 53e WK lange afstand - 30.41